# Fissurina columbina
Fissurina columbina är en lavart som först beskrevs av Edward Tuckerman, och fick sitt nu gällande namn av Staiger. Fissurina columbina ingår i släktet Fissurina och familjen Graphidaceae.   Inga underarter finns listade i Catalogue of Life.